# Joseph Arthur Ankrah

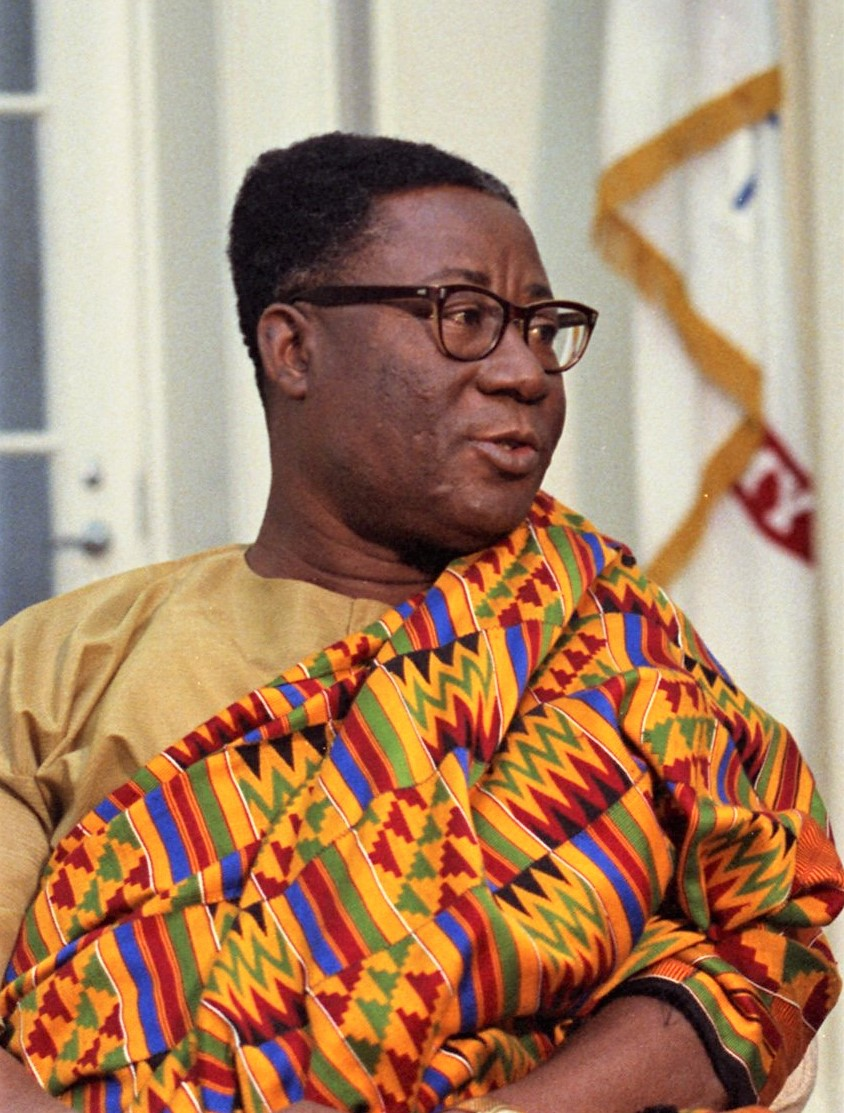
Ankrah bei einem Besuch in den USA (1967)

Joseph Arthur Ankrah (* 18. August 1915 in Accra; † 25. November 1992) war ein ghanaischer Politiker und von 1966 bis 1969 Staatschef von Ghana.

## Soldat
Ankrah gehörte zum Volk der Ga. Er trat nach der Schule in die Armee der damaligen britischen Kolonie Goldküste ein und wurde Berufsoffizier. Während des Zweiten Weltkrieges diente er bei den West African Rifles in Birma. Nach dem Krieg nahm er an Offizierslehrgängen in England teil und wurde 1947 Leutnant. Nach der Unabhängigkeit Ghanas wurde er im August 1960 zum Oberst befördert.
1960 war er Kommandeur des Kontingents Ghanas bei der UN-Mission im Kongo. Oberkommandierender der Armee Ghanas war zu dieser Zeit der britische Generalmajor Alexander. 1961 wurde Ankrah zum Brigadegeneral befördert.
Nach seiner Rückkehr nach Ghana opponierte Ankrah gegen den autoritär regierenden Präsidenten Kwame Nkrumah. Er wurde 1964 verdächtigt, sich an einer Verschwörung gegen Nkrumah beteiligt zu haben und 1965 als stellvertretender Stabschef der Armee entlassen. Am 24. Februar 1966 gehörte er zu den führenden Militärs, die den gerade verreisten Nkrumah durch einen Militärputsch absetzten.

## Staatschef
Ankrah wurde Vorsitzender der achtköpfigen Junta National Liberation Council (NLC) und somit Staatsoberhaupt. Nach einer von einem nigerianischen Geschäftsmann organisierten Meinungsumfrage, die Ankrah als populärste Persönlichkeit Ghanas auswies, wurde ihm Korruption vorgeworfen. Seine Kollegen im NLS setzten ihn ab und am 2. April 1969 wurde Akwasi Afrifa sein Nachfolger.

## Familie
Ankrah war mehrmals verheiratet, unter anderem mit Mildred Christina Akosiwor Fugar und hatte 18, nach anderen Angaben 28 Kinder. Seine Tochter Jacky Akushika Ankrah ist in Ghana eine bekannte Sängerin und Fernsehmoderatorin.